# 陳賡元
陳賡元（?—?），福建省福州府閩縣人，清朝政治人物。
嘉慶十三年（1808年）戊辰科進士。嘉慶二十二年（1815年），出任臺灣府儒學教授。該官職隸屬於台灣道台灣府，官員通常為閩籍，語言可與臺灣人溝通。